# CERA (fàrmac)
La CERA (sigles en anglès de Continuous erythropoietin receptor activator Activador continu del receptor de l'eritropoietina) és el terme genèric amb què es coneixen els fàrmacs que són ESA (agents estimuladors d'eritropoesi) de tercera generació. Els efectes de la CERA duren més que les ESAs de generacions anteriors, i el seu mecanisme de funcionament també és diferent: la CERA estimula el receptor de l'eritropoetina (EPO), augmentant els efectes de l'EPO, és a dir, estimulant l'hematopoesi.

## Creació i patent

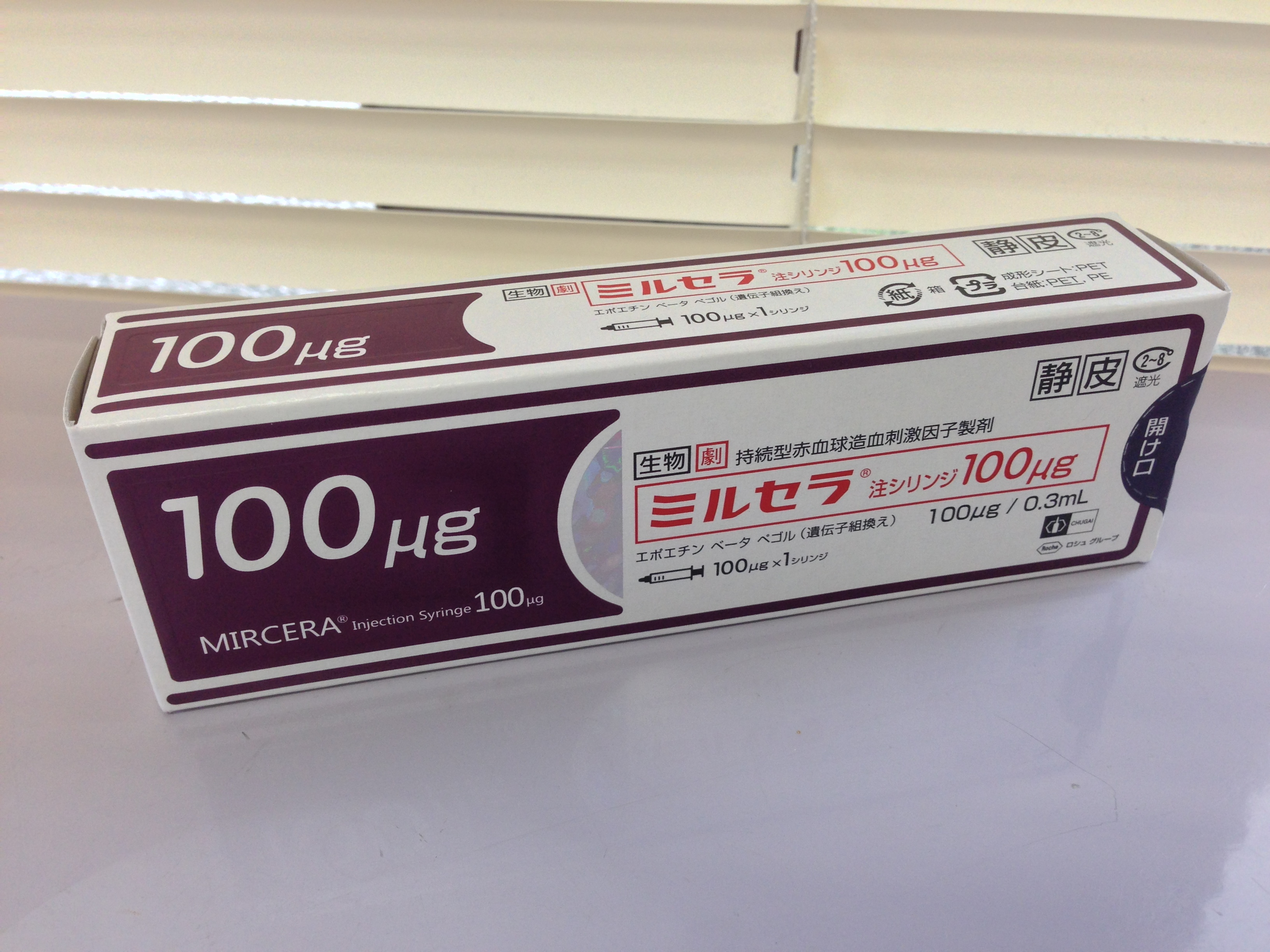
MIRCERA

La CERA va ser creada als laboratoris Roche (Suïssa), sota el nom comercial Mircera, per ser utilitzada com un fàrmac en aquells pacients amb patologies cròniques del ronyó (incloent-hi els que fan servir diàlisi). A l'agost de 2007 la Comissió Europea va donar el vistiplau a la seva comercialització a la UE, que va començar a principis de 2008. Als Estats Units, la FDA va aprovar la seva comercialització el gener de 2008, tot i que les disputes legals entre els laboratoris Roche i Amgen -posseïdors de diverses patents d'ESA de generacions anteriors, com la Darbepoetina alfa (Aranesp), una recombinació de l'EPO - han dificultat la seva difusió al país.

## Característiques
En termes estructurals, la CERA és semblant a altres ESA anteriors. No obstant això, la CERA està connectada al PGE (polietilenglicol), i és una molècula de més grandària, motiu pel qual la CERA té una major durada a l'organisme que les ESAs abans conegudes. Segons Roche, la CERA és l'ESA amb més durada de les fins ara aprovades per la FDA; Roche precisa que la CERA, amb una vida mitjana de 135 hores, dura sis cops més a l'organisme que la darbopoietina alfa (ESA de segona generació, 26 hores), i 20 més que l'epoetina (ESA de primera generació, 6-8 hores). Aquesta dada és un important avantatge per a la CERA, ja que suposa que, d'una banda, la dosi que ha de ser injectada al pacient és menor (això estalvia costos, tenint en compte l'alt preu d'aquest tipus de fàrmacs proteics recombinats) i, d'altra banda, que el temps entre injeccions sigui més gran (la qual cosa suposa una major comoditat per al pacient, tant si és ell qui se l'injecta com si li cal que sigui administrat per un professional sanitari). Es tracta, doncs, d'un fàrmac amb avantatges evidents per a aquells pacients amb problemes renals que han de mantenir el seu nivell d'hemoglobina, ja que mentre amb l'epoetina necessitaven punxar-se unes 150 vegades al llarg de l'any, amb la CERA n'hi hauria prou amb fer-ho en 12 ocasions.
D'altra banda, els assaigs clínics realitzats amb la CERA han demostrat, a més de la durada (prou amb una injecció cada 3-4 setmanes), també la seva eficàcia per mantenir-la, aconseguint els mateixos resultats que amb la darbopoietina o l'epoetina. La CERA, en general, ha estat ben tolerada pels pacients a qui se'ls ha administrat.

## CERA i dopatge
Com les ESAs de generacions anteriors la CERA ha arribat als mitjans de comunicació no pel seu ús farmacològic en pacients amb malalties renals, sinó pels recents casos de dopatge a l'esport professional mitjançant CERA.
El fet que la CERA, que estimula els efectes de l'EPO pròpia de l'organisme (amb evidents beneficis en el rendiment immediat de l'esportista), duri al cos durant setmanes sense necessitat d'una nova dosi (evitar portar ampolles injectables a les proves que puguin ser localitzats en batudes policials), així com la seva indetectabilitat (al contrari de l'EPO i altres ESAs de generacions anteriors) durant diversos anys, va motivar el seu ús amb finalitats il·lícites (dopatge) en alguns esportistes d'elit a partir de 2005.

### Mètode antiCERA
Durant anys, la CERA va ser indetectable, ja que només els seus creadors (els laboratoris Roche) coneixien el mètode per a la seva detecció. No obstant això, l'Agència Mundial Antidopatge (AMA), gràcies al laboratori del Comitè Olímpic Internacional a Lausana (Suïssa) i en col·laboració amb els laboratoris Roche, van desenvolupar un mètode per a la detecció de la CERA mitjançant un marcador, la qual cosa ha possibilitat que aquells esportistes que utilitzin la CERA per a dopar-se puguin ser caçats. Encara que al principi només podia detectar-se la CERA en mostres d'orina, poc després es va aconseguir que pugui ser detectada també en mostres sanguínies.
El Tour de França 2008 va ser la primera competició esportiva en què es va utilitzar la tècnica de manera sistemàtica per detectar la CERA, en aplicar-la l'AFLD al seu laboratori de Châtenay-Malabry, donant positiu quatre ciclistes.
L'octubre del 2008 el COI va decidir tornar a analitzar totes les mostres preses durant els Jocs Olímpics de Pequín 2008 a la recerca de CERA. En aquest procés es van analitzar 948 mostres, i van trobar 7 positius de sis esportistes.